# Oospila similiplaga
Oospila similiplaga là một loài bướm đêm trong họ Geometridae.